# Křeslo pro Homera
Křeslo pro Homera (v anglickém originále The Frying Game) je 21. díl 13. řady (celkem 290.) amerického animovaného seriálu Simpsonovi. Scénář napsal John Swartzwelder a díl režíroval Michael Polcino. V USA měl premiéru dne 19. května 2002 na stanici Fox Broadcasting Company a v Česku byl poprvé vysílán 23. prosince 2003 na stanici ČT1.

## Děj
Homer daruje Marge k výročí jezírko s kapry koi, ale do jezírka se uchýlí ohrožená řvousenka. Homer, který je ze zákona povinen se o ni starat, při čtení pohádky na dobrou noc hlasitou a otravnou larvu nešťastnou náhodou zraní. Za to, že se pokusil larvu zahrabat, aby zranění zakryl, je Homer odsouzen ke dvěma týdnům veřejně prospěšných prací. 
Homer začne rozvážet jídlo na kolečkách starší ženě, paní Bellamyové, jež si ho oblíbí. Nenápadně po Homerovi a později i po Marge chce, aby se stali jejími osobními sluhy. Když se paní Bellamyová objeví mrtvá, pobodaná nůžkami, jsou Homer a Marge hlavními podezřelými z vraždy, přestože byli svědky toho, jak z místa vraždy odchází muž s rovnátky a náhrdelníkem paní Bellamyové. Obyvatelé Springfieldu jsou vůči Homerovi a Marge velmi podezřívaví a náčelník Wiggum jejich verzi nevěří. Nakonec je při prohlídce domu nalezena Maggie s náhrdelníkem paní Bellamyové a Wiggum Homera a Marge zatkne. Barta, Lízu a Maggie adoptuje Cletus Spuckler. 
Přestože se nepodrobí testům na detektoru lži ani testům DNA, jsou oba odsouzeni k trestu smrti na elektrickém křesle. Ve snaze ušetřit Marge se Homer přizná řediteli věznice, že jednal sám, a Marge je propuštěna. Když Homer sedí na elektrickém křesle, náhle vyjde najevo, že se objevil v nové reality show televize Fox s názvem Komplot. Vražda paní Bellamyové byla pouze součástí promyšleného plánu skryté kamery, muž s rovnátky je moderátor pořadu a paní Bellamyová je převlečená hostující Carmen Electra. Náčelník Wiggum je naštvaný, že policejní oddělení plýtvalo časem na něco, co se ukázalo, že ani není skutečný případ, ale je nadšený, když se dozví, že bude v pořadu hrát, a nechá Loua a Eddieho uvést jako producenty. Homer a Marge se znovu setkávají s dětmi, ale Homer je rozzuřený, že musel trpět jen proto, aby seriál získal vyšší sledovanost; když se mu to Electra snaží vysvětlit, skončí u toho, že jí zírá na prsa.

## Produkce
Scénář k dílu napsal John Swartzwelder a režíroval Michael Polcino. Poprvé byl odvysílán 19. května 2002 na stanici Fox ve Spojených státech. Řvousenka, larva, kterou Simpsonovi najdou na své zahradě, byla podle současného showrunnera Ala Jeana Swartzwelderovým „totálním konceptem“. Nápad přednesl scenáristům Simpsonových, a protože jim připadal „vtipný“, rozhodli se ho do epizody zařadit. Jean řekl, že když se lidé ptají, jaký má Swartzwelder smysl pro humor, je řvousenka „jedním z nejlepších příkladů“. Namluvil ji člen hlavního dabérského obsazení Dan Castellaneta, který v seriálu mimo jiné ztvárňuje Homera. Protože řvousenka komunikuje pouze křikem, byly její repliky při nahrávání nahrávány jako poslední, protože křik by Castellanetovi „vypálil“ hlas.
V jedné scéně dílu je Homer v cele smrti a jí své poslední jídlo. Jídlo se skládá výhradně z nezdravého jídla, jako jsou hamburgery a smažené kuře. Scéna vznikla na základě článku, který si scenáristé přečetli a v němž se psalo, že vězni odsouzení k smrti často požadují jako poslední jídlo nezdravé jídlo. Cestou na elektrické křeslo potká Homer muže, jenž se podobá postavě Johna Coffeyho z filmu Zelená míle, kterou ztvárnil Michael Clarke Duncan. Při nahrávání replik pro tuto epizodu se štáb dozvěděl, že Duncan navštívil studia Fox. Protože ještě nebyly nahrány repliky pro tuto postavu, zeptal se štáb Duncana, zda by nechtěl postavu namluvit, ale ten odmítl. Hudba, která hraje během scény, je také z filmu Zelená míle. S nápadem, že Homerova poprava je ve skutečnosti reality show na stanici Fox, přišel bývalý scenárista štábu George Meyer. Podle kolegy Matta Selmana se tento nápad scenáristům líbil, protože reality show byly v té době „opravdu velké“. V epizodě vystupuje americká herečka Frances Sternhagenová jako paní Bellamyová a glamour modelka Carmen Electra jako ona sama. V dílu se objevují i další herci. Podle Jeana je postava Electry „jednou z nejsmyslnějších postav“, jaké kdy v Simpsonových měli.

## Témata
V komentářích na DVD tvůrce Matt Groening a většina lidí, kteří na seriálu pracují, několikrát prohlašují, že jsou velmi liberální, ale někteří, jako například John Swartzwelder (autor této a mnoha dalších epizod Simpsonových), jsou konzervativní. Ve své knize The Really Inconvenient Truths: Seven Environmental Catastrophes Liberals Don't Want You to Know About – Because They Helped Cause Them Iain Murray označil díl za „podvratně konzervativní“ a napsal, že ukazuje „nejlepší populární vysvětlení liberálního environmentalistického modelu pro ohrožené druhy“. V epizodě je Homer na zahradě, kde se usídlí řvousenka. Když se ji Homer pokusí rozmáčknout, úředník EPA mu řekne, že nechat uhynout ohrožený druh je federální trestný čin podle „zákona o zrušení svobod z roku 1994“. Homer je nucen řvousenku rozmazlovat, a když ji omylem rozmáčkne, je shledán vinným z „pokusu o insekticid a přitěžující chyby“. „Zákon o zvrácení svobod“ je odkazem na zákon o ohrožených druzích, zákon o životním prostředí, který se podle Murrayho „skutečně stal zákonem o zvrácení svobod“. „Majitelům pozemků, kteří náhodou mají na svých pozemcích ohrožené nebo ohrožené druhy nebo kteří prostě mají stanoviště, jež by mohly ohrožené druhy využívat, je běžně bráněno v užívání jejich pozemků nebo majetku. Je jim bráněno v takových činnostech, jako je kácení stromů, pastva dobytka, zavlažování polí, mýcení křovin podél plotů, vyřezávání protipožárních pásů kolem jejich domů a stodol nebo stavba nových domů,“ uvedl Murray.

## Vydání
V původním americkém vysílání 19. května 2002 získal díl podle agentury Nielsen Media Research rating 6,2, což znamená přibližně 6,5 milionu diváků. V týdnu od 13. do 19. května 2002 se epizoda umístila na 46. místě ve sledovanosti. 24. srpna 2010 byla epizoda vydána jako součást DVD a Blu-ray setu The Simpsons: The Complete Thirteenth Season. Na audiokomentáři k epizodě se podíleli Matt Groening, Al Jean, Matt Selman, John Frink, Don Payne, Tom Gammill, Max Pross, Michael Polcino a Deb Lacustová.
Po svém vydání na DVD získal díl od kritiků smíšené hodnocení. 
Colin Jacobson z DVD Movie Guide, který epizodu hodnotil kladně, ji označil za „docela dobrou“ a napsal: „Líbí se mi protivná řvousenka a způsob, jakým se Simpsonovi začnou považovat za vrahy, také pobaví. Díky tomu 13. řada směřuje k uspokojivému závěru.“.
Nate Boss z Project-Blu pochválil zejména závěr dílu, když napsal: „Závěr této epizody je kurevsky brilantní, protože je úžasnou výpovědí o dnešní společnosti, která se stala téměř prorockou. Nemůžu a nebudu spoilerovat, ale sakra, skvělý nápad! (Ano, vzhledem k tomu, že bylo ještě asi 8 sérií, je jasné, že neumírají. To je ale sotva spoiler!)“
Jennifer Malkowski z DVD Verdictu udělila epizodě známku B+ a prohlásila, že „vrcholem dílu“ je „jeden z důvodů, proč je řvousenka ohrožena, že ji ‚sexuálně přitahuje oheň‘ “.
Naopak negativní hodnocení dílu udělil Andre Dellamorte z Collideru, který jej označil za „příšerný“.
Negativní recenzi napsal i Ryan Keefer z DVD Talk, který epizodu označil za „rozhodně zapomenutelnou“ a kritizoval ji za to, že se „rychle rozpadla“. Ron Martin z 411Mania kritizoval postavu řvousenky a označil ji za „stejně otravnou jako Homerovo neustálé křičení na začátku řady“.